# Patricio Patrón

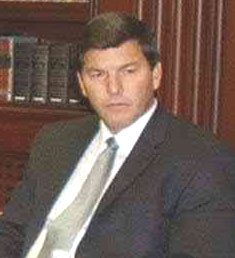
Patricio Patrón Laviada

Patricio José Patrón Laviada (Mérida, 17 december 1957) is een Mexicaans politicus van de Nationale Actiepartij (PAN).
Van 1995 tot 1998 was hij burgemeester van Mérdia, en in 1998 werd hij in de senaat gekozen. In 2001 werd hij gekozen tot gouverneur van Yucatán, en was daarmee de eerste oppositiegouverneur sinds 1930.